# Marcus Paige
Pour les articles homonymes, voir Paige.
Marcus Taylor Paige, né le 11 septembre 1993 à Cedar Rapids dans l'Iowa, est un joueur américain de basket-ball. Il évolue au poste de meneur ou d'arrière.

## Biographie
Après avoir effectué son cursus universitaire aux Tar Heels de North Carolina, Marcus Paige est drafté en 2016 par les Nets de Brooklyn en 55e position. Le lendemain, ses droits sont transférés au Jazz de l'Utah en échange de ceux d'Isaiah Whitehead.
Le 31 octobre 2016, il s'engage avec les Stars de Salt Lake City.
Il rejoint les Timberwolves du Minnesota pour disputer la NBA Summer League 2017 à Las Vegas.
Le 1er août 2017, il s'engage avec les Hornets de Charlotte qui le prêtent dans la foulée au Swarm de Greensboro, leur équipe affiliée.
Le 11 juillet 2018, il s'engage avec le Partizan Belgrade.
Le 16 septembre 2021, après trois ans au Partizan Belgrade, il signe un contrat d'un an dans le Loiret à Orléans Loiret Basket en France en première division.
Le 17 juillet 2022, il s'engage avec Obradoiro CAB, dans le championnat espagnol.

## Clubs successifs
- 2016-2017 :  Stars de Salt Lake City
- 2017-2018 :  Hornets de Charlotte
- 2017-2018 :  Swarm de Greensboro (prêt)
- 2018-2021 :  Partizan Belgrade
- 2021-2022 :  Orléans Loiret Basket (Betclic Élite)
- depuis 2022 :  Obradoiro CAB

## Statistiques

### Universitaires
Les statistiques en matchs universitaires de Marcus Paige sont les suivants :
| Année     | Équipe           | Matches | Titul. | Min./m. | %tir | %3pts | %l-f | rbds/m. | pass/m. | int/m. | ctr/m. | pts/m. |
| --------- | ---------------- | ------- | ------ | ------- | ---- | ----- | ---- | ------- | ------- | ------ | ------ | ------ |
| 2012-2013 | Caroline du Nord | 35      | 34     | 29,1    | 35,6 | 34,4  | 83,6 | 2,69    | 4,60    | 1,34   | 0,14   | 8,17   |
| 2013-2014 | Caroline du Nord | 34      | 33     | 35,5    | 44,0 | 38,9  | 87,7 | 3,21    | 4,21    | 1,50   | 0,21   | 17,53  |
| 2014-2015 | Caroline du Nord | 38      | 38     | 33,0    | 41,3 | 39,5  | 86,5 | 2,89    | 4,47    | 1,71   | 0,21   | 14,05  |
| 2015-2016 | Caroline du Nord | 34      | 34     | 31,6    | 39,6 | 35,6  | 77,4 | 2,53    | 3,76    | 1,15   | 0,44   | 12,59  |
| Total     |                  | 141     | 139    | 32,4    | 40,7 | 37,5  | 84,4 | 2,83    | 4,27    | 1,43   | 0,25   | 13,08  |

## Palmarès
- Vainqueur de la Coupe de Serbie 2020 avec le Partizan Belgrade
- Second-team All-American – TSN (2014)
- First-team All-ACC (2014)
- Third-team All-ACC (2015)
- 2× Second-team Academic All-American (2014–2015)
- ACC All-Freshman team (2013)
- McDonald's All-American (2012)
- First-team Parade All-American (2012)
- Iowa Mr. Basketball (2012)